# Uno Wijkström
Uno Andreas Wijkström, född 11 juni 1872 i Döderhults församling, Kalmar län, död 2 juli 1945 i Oskarshamn, var en svensk godsägare och riksdagsman (högerpolitiker).
Wijkström var ledamot av riksdagens första kammare från 1928, invald i Kalmar läns och Gotlands läns valkrets. Han är begravd på Döderhults kyrkogård.